# Beat Crusaders
Beat Crusaders (jap. ビート・クルセイダース Bīto Kuruseidāsu) znani również jako BECR – japońska grupa tworząca muzykę pop-rock oraz pop punk. Na koncertach zawsze noszą na twarzach maski przedstawiające ich twarze. Maski te wydrukowane są za pomocą drukarki dot-matrix, przez co widać odstępy między pikselami.

## Historia
Grupa została utworzona w 1997 przez Tōru Hidakę w Shimokitazawie (okolice Tokio), skład dopełnili: Mitsutaka Umuyashiki, Takayuki Araki, Hiroyuki Tai. W 1998 zaczęli grać koncerty. W czerwcu premierę miał ich pierwszy singel E.C.D.T.. Promowali go poprzez tournée po swoim kraju. Zbiegło się ono z wydaniem ich płyty HOWLING SYMPHONY OF.... 2000 roku wydali singel Firestarter i płytę All You Can Eat. Trzy lata później Beat Crusanders przechodzi poważne zmiany w składzie. Trzech z jego czterech członków opuszcza grupę, tworząc nowy zespół ANITA CHILI PEPPERS. Tōru Hidaka rekrutuje kolejnych trzech współpracowników i nagrywa czołówkę Hit in the USA do anime Beck: Mongolian Chop Squad. To dzięki niemu Beat Crusaders zyskało rozgłos i sławę. Również ich inny utwór cieszył się dużą popularnością: utwór zatytułowany TONIGHT, TONIGHT, TONIGHT został użyty jako czwarta czołówka anime Bleach.

## Skład

### Obecni członkowie
- Tōru Hidaka – gitara i wokal
- Masahiko Kubota – gitara basowa
- Tarō Katō – gitara
- Hirofumi Yamashita (Mashita) – perkusja
- Keita Tanabe (Keitaimo) – keyboard

### Poprzedni członkowie
- Mitsutaka Umuyashiki – gitara basowa i wokal
- Takayuki Araki – perkusja i wokal
- Hiroyuki Tai – keyboard, gitara i wokal

## Dyskografia

### Single
- NEVER POP ENOUGH E.P. (1999)
- FIRESTARTER (2000)
- HANDSOME ACADEMY (2000)
- CAPA-CITY (2002)
- GIRL FRIDAY (2003)
- SENSATION (2004)
- HIT IN THE USA (2004) (wydana dla anime BECK: Mongolian Chop Squad)
- FEEL (2005)
- LOVE POTION #9 (2005)
- DAY AFTER DAY/SOLITARE (2006)
- TONIGHT, TONIGHT, TONIGHT (2006) (czwarty opening użyty w anime Bleach)
- HEY(X2) LOOK(X2) (2006) (Opening dla programu telewizyjnego Kappa Mikey)
- GHOST (2007)
- WINTERLONG (2008)opening anime Juushin Enbu (Hero Tales)

### Albumy
- 1st HOWLING SYMPHONY OF... (1999)
- 2nd ALL YOU CAN EAT (2000)
- Split mini-album w/ CAPTAIN HEDGE HOG WXY (2001)
- 3rd FORESIGHTS (2001)
- 4th SEXCITE! (2002)
- Split Album w/ Rude Bones Diggin' in the street (2002)
- Split mini-album w/ SK@YMATE'S OZZY!! (2002)
- BEST CRUSADERS (2003)
- Mini-album A PopCALYPSE NOW (2004)
- 5th P.O.A ~POP ON ARRIVAL~ (2005)
- Hidaka Toru Compilation album COMPI CRUSADERS '68-'77 vol. 37 (2005)
- Cover album MUSICRUSADERS (2005)
- Split mini-album with YOUR SONG IS GOOD BOOOOTSY (2006)
- Split mini-album with TROPICAL GORILLA CELL NO.9 (2006)
- Split mini-album with ASPARAGUS NIGHT ON THE PLANET (2007)
- 6th EPopMAKING (2007)